# Linder Peak
Linder Peak ist ein Gipfel im Ellsworthgebirge des westantarktischen Ellsworthlands. In den Enterprise Hills der Heritage Range ragt er unmittelbar südlich des Mount Dolence auf. Nordöstlich des Gipfels liegt der Connell Canyon.
Der United States Geological Survey kartierte ihn anhand eigener Vermessungen und Luftaufnahmen der United States Navy aus den Jahren von 1961 bis 1966. Das Advisory Committee on Antarctic Names benannte ihn 1966 nach dem Geophysiker Harold W. Linder, der an der Ross-Schelfeis-Expedition im Rahmen des United States Antarctic Program zwischen 1961 und 1962 teilgenommen hatte.